# 証言者バラエティ アンタウォッチマン!
『お笑い実力刃presents 証言者バラエティ アンタウォッチマン!』（おわらいじつりょくはプレゼンツ しょうげんしゃバラエティ アンタウォッチマン）は、2022年4月4日から2025年3月18日までテレビ朝日系列の「スーパーバラバラ大作戦」で放送されていたバラエティ番組。
2021年4月21日から2022年3月30日までは『お笑い実力刃』（おわらいじつりょくは）という番組名で「ネオバラエティ」の水曜日枠で放送されていた。

## 概要
実力派芸人が漫才とコントの両方を披露するネタ番組「お笑い二刀流 MUSASHI」の兄弟番組としてレギュラー放送開始。司会のアンタッチャブルとサンドウィッチマンがタッグを組み、ネタに特化した企画を通して「実力刃」芸人たちを紹介する。10分を超える長尺ネタを放送することもある。
2022年4月4日より、同月より新設されたバラエティ番組枠「スーパーバラバラ大作戦」において、本番組を月曜日の第二部（23時45分 - 翌0時15分）に枠移動させた上で、現在の題名に改題・リニューアルされた。「今、見たい実力派芸人」を取り上げ、彼らの時代を目撃した証人（ウォッチマン）たちが面白さの秘密を分析していく。現在は、芸人やお笑いに関する回以外にも、アニメや漫画、ドラマ、映画の面白さの秘密や、俳優、アーティストなどといった有名人、レギュラー陣のロケによるさまざまな職業で働くプロフェッショナルなどを深掘りする回も不定期で放送されている。
2022年6月27日にはゴールデン帯にて特番が放送された。
2022年10月11日より、放送時間はそのままに火曜日に移動して放送。
2025年3月18日をもって放送を終了した。

## 出演者

### 司会
- アンタッチャブル（山崎弘也・柴田英嗣）
- サンドウィッチマン（伊達みきお・富澤たけし）

### 過去の出演者
- 森山みなみ 、林美桜（各テレビ朝日アナウンサー）※ツッコメCLUBのみ出演
- 秋元真夏（当時乃木坂46） - 「お笑い研究生」として第4回で初登場[8]。
- 原田葵（当時櫻坂46） - 「お笑い研究生」として第6回で初登場[9]。

## 主な企画

### 今夜はこの芸人だけSP
ゲストの芸人をよく知る有名人の証言VTRを交えながら、ネタを数本披露してもらう企画。
「〇〇だけSP」（〇〇の部分にゲストの芸名が入る）と銘打って放送される。

### タメにならない伝記〜タメ伝〜
ゲストの芸人の経歴を辿り、はちゃめちゃで笑えるけどタメにならない伝記を楽しむ企画。

#### 過去の伝記
- 錦鯉（2022年2月2日放送）
- 阿佐ヶ谷姉妹（2022年3月2日）

### 実力刃ライブハウス・伊達オトコ
企画の"支配人"であるサンドウィッチマン・伊達みきおが「今、是非とも見て欲しい！」と厳選した“実力派”の芸人たちがネタを披露する企画。

### 投稿!ツッコメCLUB
視聴者から変わった看板・標識などの「お題」を募集し、採用された「お題」に対して芸人たちがツッコミを入れていく。

## 放送・配信リスト

### お笑い実力刃

#### 2021年
| 回 | 放送日時 | 放送内容                              | 出演芸人 |
| -- | -------- | ------------------------------------- | --- |
| 1  | 4月21日  | 今夜はこの芸人だけSP                  | 東京03 |
| 2  | 4月28日  | ロングネタ&ショートネタ両方見せますSP | ジャルジャル、シソンヌ |
| 3  | 5月5日   | 漫才コント両方を披露!二刀流SP         | アルコ&ピース、パンクブーブー、コロコロチキチキペッパーズ |
| 4  | 5月12日  | アンタ&サンドがガチ推薦!隠れ実力刃SP  | 天竺鼠、なすなかにし、かもめんたる、しずる、ラバーガール、Hi-Hi |
| 5  | 5月19日  | 実力刃ピン芸人と客演SP～友近編～      | 友近、近藤春菜（ハリセンボン）、飯尾和樹（ずん）、稲垣潤一 |
| 6  | 5月26日  | 関西実力刃芸人SP                      | FUJIWARA、矢野・兵動、テンダラー |
| 7  | 6月2日   | 話芸の実力刃SP                        | 神田伯山、山田雅人 |
| 8  | 6月9日   | 孤高のピン芸人!バカリズムSP           | バカリズム |
| 9  | 6月16日  | 今夜はこの芸人だけSP                  | ナイツ |
| 10 | 6月23日  | 今夜はこの芸人だけSP                  | 中川家 |
| 11 | 6月30日  | 今夜はこの芸人だけSP                  | ロバート |
| 12 | 7月7日   | 歌ネタ実力刃SP                        | テツandトモ、どぶろっく、AMEMIYA、アイロンヘッド、ラニーノーズ |
| 13 | 7月14日  | 遅咲き実力刃7分間ネタSP               | もう中学生、空気階段、ヒコロヒー、インポッシブル |
| 14 | 7月21日  | 今夜はこの芸人だけSP                  | ジャルジャル |
| 15 | 7月28日  | 4つのワードを使って30分で漫才披露SP   | なすなかにし、ラニーノーズ、プラス・マイナス、オズワルド、Aマッソ |
| 16 | 8月4日   | チョコプラ大解剖SP                    | チョコレートプラネット |
| 17 | 8月18日  | ものまね実力刃SP!                     | 原口あきまさ、ホリ、ミラクルひかる |
| 18 | 8月25日  | 実力刃リポート競技 Soko-Hirou         | アルコ&ピース、ヒコロヒー、なすなかにし、森田哲矢（さらば青春の光）、 ジャングルポケット、飯尾和樹（ずん） |
| 19 | 9月1日   | 今ブレイク中!ニューヨークSP           | ニューヨーク |
| 20 | 9月8日   | 陣内智則SP                            | 陣内智則 |
| 21 | 9月15日  | バイきんぐだけSP                      | バイきんぐ、錦鯉 |
| 22 | 9月22日  | 投稿!ツッコメCLUB                     | 土屋伸之（ナイツ）、長谷川忍（シソンヌ）、おいでやす小田（おいでやすこが） |
| 23 | 10月6日  | 投稿!ツッコメCLUB                     | 土屋伸之（ナイツ）、長谷川忍（シソンヌ）、おいでやす小田（おいでやすこが） |
| 24 | 10月13日 | 投稿!ツッコメCLUB                     | 屋敷裕政（ニューヨーク）、小宮浩信（三四郎）、渡辺隆（錦鯉）、平岩優奈 |
| 25 | 10月20日 | 投稿!ツッコメCLUB                     | 三村マサカズ（さまぁ〜ず）、土屋伸之（ナイツ）、伊藤俊介（オズワルド） |
| 26 | 10月27日 | 投稿!ツッコメCLUB                     | 三村マサカズ（さまぁ〜ず）、おいでやす小田（おいでやすこが）、松陰寺太勇（ぺこぱ） |
| 27 | 11月3日  | 実力刃ライブハウス 伊達オトコ         | トータルテンボス、アメリカザリガニ、ロケット団、東京ダイナマイト、わらふぢなるお |
| 28 | 11月10日 | 投稿!ツッコメCLUB                     | 田中卓志（アンガールズ）、小宮浩信（三四郎）、村上（マヂカルラブリー） |
| 29 | 11月17日 | 投稿!ツッコメCLUB                     | 小籔千豊、ヒコロヒー、伊藤俊介（オズワルド） |
| 30 | 11月24日 | 今キテる若手実力刃!二刀流SP           | ニッポンの社長、男性ブランコ、金の国、コウテイ |
| 31 | 12月1日  | 中継No.1選手権                        | おいでやす小田（おいでやすこが）、友近、飯尾和樹、井戸田潤（スピードワゴン） |
| 32 | 12月8日  | 実力刃ライブハウス 伊達オトコ         | 2丁拳銃、TOKYO COOL、ダイノジ、マシンガンズ、はりけ〜んず |
| 33 | 12月15日 | アンガールズだけSP                    | アンガールズ |
| 34 | 12月22日 | 伝説の芸人 フォークダンスDE成子坂SP   | ＜スタジオゲスト＞ 古坂大魔王 ＜VTR出演＞ 土田晃之、伊集院光、ネプチューン、天野ひろゆき（キャイ〜ン）、 有田哲平（くりぃむしちゅー）、増田英彦（ますだおかだ）、 太田光（爆笑問題）、三村マサカズ（さまぁ〜ず）、小峠英二（バイきんぐ） |

#### 2022年
| 回     | 放送日時 | 放送内容                                     | 出演芸人 |
| ------ | -------- | -------------------------------------------- | --- |
| 35     | 1月12日  | マヂカルラブリーだけSP                       | マヂカルラブリー |
| 36     | 1月19日  | 奇跡の再結成SP                               | ビビる、ノンキーズ |
| 37     | 1月26日  | アンタ&サンドが嫉妬した芸人SP                | 佐久間一行、U字工事 |
| 38     | 2月2日   | こーんにちわー🙌#錦鯉 SP                     | 錦鯉 ＜スタジオゲスト＞ 伊集院光 ＜VTR出演＞ 小峠英二（バイきんぐ）、ハリウッドザコシショウ、芝大輔（モグライダー）                   |
| 39     | 2月9日   | さらば青春の光 SP                            | さらば青春の光 |
| 40     | 2月16日  | ピリ辛🌶女性ピン芸人 SP                       | 吉住、ヒコロヒー ＜VTR出演＞ 田上よしえ、青木さやか、いとうあさこ、横澤夏子                                                           |
| 41     | 2月23日  | 話題の芸人たちと大学お笑いサークルを深掘りSP | ラランド、令和ロマン ＜スタジオゲスト＞ 伊集院光                                                                                      |
| 42     | 3月2日   | 阿佐ヶ谷姉妹 SP                              | 阿佐ヶ谷姉妹 ＜スタジオゲスト＞ 大久保佳代子                                                                                          |
| 43     | 3月9日   | 今夜はこの芸人だけSP                         | 笑い飯 ＜スタジオゲスト＞ 佐藤哲夫（パンクブーブー） ＜VTR出演＞ ケンドーコバヤシ、川島明（麒麟）、山里亮太（南海キャンディーズ）     |
| （44） | 3月16日  | 漫才協会SP                                   | ＜スタジオゲスト＞ ナイツ、おぼん・こぼん、ビックスモールン ＜VTR出演＞ 青空球児・好児、ねづっち、U字工事、コウメ太夫、にゃんこスター |
| 44     | 3月23日  | お笑い芸人を題材にしたモノマネSP             | ＜スタジオゲスト＞ 原口あきまさ、コージー冨田、河口こうへい、あしべ、ハリウリサ、モリタク! ＜VTR出演＞ 松村邦洋、ホリ、JP             |
| 45     | 3月30日  | 漫才協会SP・完全版                           | ＜スタジオゲスト＞ ナイツ、おぼん・こぼん、ビックスモールン ＜VTR出演＞ 青空球児・好児、ねづっち、U字工事、コウメ太夫、にゃんこスター |

### アンタウォッチマン!

#### 2022年
| 回 | 放送日時      | 放送内容                                       | 出演芸人 |
| -- | ------------- | ---------------------------------------------- | --- |
| 1  | 4月4日        | グレープカンパニーSP                           | ＜ネタゲスト＞ 永野 ＜VTRゲスト＞ カミナリ、東京ホテイソン、ランジャタイ                                             |
| 2  | 4月11日       | グレープカンパニーSP                           | ＜ゲスト＞ カミナリ ＜VTRゲスト＞ 永野、東京ホテイソン、ランジャタイ                                                 |
| 3  | 4月18日       | マンゲキSP                                     | ＜ゲスト＞ ロングコートダディ ＜VTRゲスト＞ 見取り図、ミルクボーイ、ニッポンの社長                                   |
| 4  | 4月25日       | 清水ミチコSP                                   | ＜ゲスト＞ 清水ミチコ、田中卓志（アンガールズ） ＜VTRゲスト＞ 三谷幸喜、藤井隆、近藤春菜（ハリセンボン）             |
| 5  | 5月2日        | 清水ミチコSP                                   | ＜ゲスト＞ 清水ミチコ、田中卓志（アンガールズ） ＜VTRゲスト＞ 三谷幸喜、藤井隆、近藤春菜（ハリセンボン）             |
| 6  | 5月9日        | ラランドSP                                     | ＜ゲスト＞ ラランド ＜VTRゲスト＞ ヒロミ、マヂカルラブリー、DJ松永（Creepy Nuts）                                    |
| 7  | 5月16日       | 芸人ラジオSP                                   | ＜ゲスト＞ 伊集院光 ＜VTRゲスト＞ 爆笑問題、おぎやはぎ                                                               |
| 8  | 5月23日       | 芸人ラジオSP                                   | ＜ゲスト＞ 伊集院光 ＜VTRゲスト＞ オードリー、ハライチ、三四郎                                                       |
| 9  | 5月30日       | ベイブルースSP                                 | ＜ゲスト＞ 桂三度、高山トモヒロ（ケツカッチン、元ベイブルース） ＜VTRゲスト＞ 蛍原徹、FUJIWARA、千原ジュニア         |
| 10 | 6月6日        | モグライダーSP                                 | ＜ゲスト＞ モグライダー ＜VTRゲスト＞ 塙宣之（ナイツ）、錦鯉、三四郎                                                 |
| 11 | 6月13日       | ラ・ママSP                                     | ＜ゲスト＞ 渡辺正行 ＜VTRゲスト＞ 爆笑問題、バナナマン、バカリズム                                                   |
| 12 | 6月20日       | 芸人ラジオSP                                   | ＜ゲスト＞ 伊集院光 ＜VTRゲスト＞ おぎやはぎ、三四郎                                                                 |
| 13 | 6月27日       | 爆笑問題SP                                     | ＜ゲスト＞ 爆笑問題 ＜VTRゲスト＞ 太田光代、小池栄子、土田晃之、古坂大魔王、松村邦洋                                 |
| 14 | 7月11日       | ランジャタイSP                                 | ＜ゲスト＞ ランジャタイ ＜VTRゲスト＞ あぁ〜しらき、浜村凡平太、マヂカルラブリー、マツモトクラブ、メイプル超合金     |
| 15 | 7月18日       | ザ・マミィSP                                   | ＜ゲスト＞ ザ・マミィ ＜VTRゲスト＞ 飯塚悟志（東京03）、上田航平（ゾフィー）、岡野陽一、吉住                         |
| 16 | 7月25日       | 男女コンビ 変化の歴史を深掘りSP                | ＜ゲスト＞ 伊集院光 ＜VTRゲスト＞ 相席スタート、蛙亭、南海キャンディーズ                                             |
| 17 | 8月1日        | ハライチ・岩井という男SP                       | ＜ゲスト＞ 岩井勇気（ハライチ） ＜VTRゲスト＞ 澤部佑（ハライチ）、坂下千里子、羽田圭介、徳井健太（平成ノブシコブシ） |
| 18 | 8月9日（火）  | 大宮セブンSP                                   | ＜ゲスト＞ すゑひろがりず ＜VTRゲスト＞ マヂカルラブリー、囲碁将棋、ニューヨーク                                     |
| 19 | 8月23日（火） | オードリー春日プレゼンツ! 学生お笑い出身芸人SP | ＜ゲスト＞ 春日俊彰（オードリー） ＜VTRゲスト＞ 真空ジェシカ、さすらいラビー、ストレッチーズ                         |
| 20 | 8月29日       | なかやまきんに君SP                             | ＜ゲスト＞ なかやまきんに君 ＜VTRゲスト＞ サバンナ、陣内智則                                                         |
| 21 | 9月5日        | チャンス大城SP                                 | ＜ゲスト＞ チャンス大城 ＜VTRゲスト＞ 千原せいじ（千原兄弟）、永野                                                   |
| 22 | 9月12日       | 芸人ヒットソングSP                             | ＜ゲスト＞ 古坂大魔王 ＜VTRゲスト＞ 今田耕司                                                                         |
| 23 | 9月19日       | 芸人ヒットソングSP                             | ＜ゲスト＞ 古坂大魔王 ＜VTRゲスト＞ 天野ひろゆき（キャイ〜ン）、藤井隆、千秋                                         |
| 24 | 9月26日       | ビー・バップ・ハイスクールSP                   | ＜ゲスト＞ くっきー!（野性爆弾） ＜VTRゲスト＞ 清水宏次朗、白井光浩、中田秀夫、古川勉                                |

| 回 | 放送日時 | 放送内容           | 出演芸人 |
| -- | -------- | ------------------ | --- |
| 25 | 10月11日 | 1991年の野沢直子   | ＜ゲスト＞ 野沢直子 ＜VTRゲスト＞ 清水ミチコ、テリー伊藤、渡辺直美                                             |
| 26 | 10月18日 | 1998年のキャイ〜ン | ＜ゲスト＞ キャイ〜ン ＜VTRゲスト＞ 飯尾和樹（ずん）、関根勤                                                   |
| 27 | 10月25日 | 1997年の松村邦洋   | ＜ゲスト＞ 松村邦洋 ＜VTRゲスト＞ 爆笑問題、出川哲朗、原口あきまさ                                             |
| 28 | 11月1日  | ジェラードンSP     | ＜ゲスト＞ ジェラードン ＜VTRゲスト＞ 秋山竜次（ロバート）、ジャングルポケット、タモンズ                       |
| 29 | 11月8日  | 吉川晃司SP         | ＜VTRゲスト＞ 吉川晃司、大黒摩季、中村獅童                                                                     |
| 30 | 11月15日 | 演技派コント芸人SP | ＜ゲスト＞ スクールゾーン、レインボー ＜VTRゲスト＞ 黒木瞳、竹中直人                                           |
| 31 | 11月22日 | ダウ90000SP        | ＜ゲスト＞ ダウ90000 ＜VTRゲスト＞ 佐久間宣行、井之脇海                                                        |
| 32 | 12月6日  | 重要証言初公開SP   | ＜ゲスト＞ 伊集院光、すゑひろがりず ＜VTRゲスト＞ 南海キャンディーズ、なかやまきんに君、囲碁将棋、ランジャタイ |
| 33 | 12月13日 | A.B.C-Z 河合郁人SP | ＜ゲスト＞ 河合郁人（A.B.C-Z） ＜VTRゲスト＞ 後藤輝基（フットボールアワー）、五関晃一（A.B.C-Z）               |
| 34 | 12月20日 | NSC講師三銃士SP    | ＜ゲスト＞ 石田明（NON STYLE） ＜VTRゲスト＞ 哲夫（笑い飯）、佐藤哲夫（パンクブーブー）                        |

#### 2023年
| 回 | 放送日時 | 放送内容                                                           | 出演芸人 |
| -- | -------- | ------------------------------------------------------------------ | --- |
| 35 | 1月10日  | 2016年の坂上忍                                                     | ＜ゲスト＞ 坂上忍 ＜VTRゲスト＞ 田中卓志（アンガールズ）、田村淳（ロンドンブーツ1号2号）                                                           |
| 36 | 1月17日  | 友近&渡辺直美のハラワリ話                                          | ＜ゲスト＞ 友近 ＜VTR出演＞ 渡辺直美 |
| 37 | 1月24日  | 今田耕司SP                                                         | ＜ゲスト＞ 今田耕司 ＜VTRゲスト＞ 東野幸治、せいや（霜降り明星）                                                                                   |
| 38 | 1月31日  | 今田耕司SP                                                         | ＜ゲスト＞ 今田耕司 ＜VTRゲスト＞ 高橋茂雄（サバンナ）、大悟（千鳥）                                                                               |
| 38 | 2月7日   | ウエストランドSP                                                   | ＜特別ゲスト＞ ナイツ ＜スタジオゲスト＞ ウエストランド ＜VTRゲスト＞ 爆笑問題、三四郎、ストレッチーズ                                             |
| 39 | 2月14日  | 2004年の田村淳                                                     | ＜スタジオゲスト＞ 田村淳（ロンドンブーツ1号2号） ＜VTRゲスト＞ 青木さやか、加地倫三（ロンドンハーツ 演出・エグゼクティブプロデューサー）          |
| 40 | 2月21日  | 久本雅美と平成テレビ史                                             | ＜スタジオゲスト＞ 久本雅美 ＜VTRゲスト＞ 勝俣州和、いとうあさこ                                                                                   |
| 41 | 2月28日  | アンタ柴田厳選! ツッコミネタ祭り                                   | ＜スタジオゲスト＞ トンツカタン、きしたかの、大自然、THIS IS パン                                                                                  |
| 42 | 3月7日   | 2012年の青木さやか                                                 | ＜スタジオゲスト＞ 青木さやか ＜VTRゲスト＞ 三谷幸喜、田村淳（ロンドンブーツ1号2号）                                                               |
| 43 | 3月14日  | 渡辺徹SP                                                           | ＜スタジオゲスト＞ 榊原郁恵 ＜VTRゲスト＞ 山田邦子、渡辺裕太                                                                                       |
| 44 | 3月21日  | 渡辺徹SP                                                           | ＜スタジオゲスト＞ 榊原郁恵 ＜VTRゲスト＞ 山田邦子、中川家、瀬尾徳孝（渡辺徹マネジャー）                                                           |
| 45 | 4月4日   | 2009年のハリセンボン                                               | ＜スタジオゲスト＞ ハリセンボン ＜VTRゲスト＞ 友近、しずる                                                                                         |
| 46 | 4月11日  | 2017年のなすなかにし                                               | ＜スタジオゲスト＞ なすなかにし ＜VTRゲスト＞ 濱口優（よゐこ）、川島明（麒麟）                                                                     |
| 47 | 4月18日  | 2020年のレッツゴーよしまさ                                         | ＜スタジオゲスト＞ レッツゴーよしまさ ＜VTRゲスト＞ 原口あきまさ、まねだ聖子                                                                       |
| 48 | 5月2日   | 2013年のロバート馬場SP                                             | ＜スタジオゲスト＞ 馬場裕之（ロバート） ＜VTRゲスト＞ 今田耕司                                                                                     |
| SP | 5月8日   | 石原良純SP                                                         | ＜スタジオゲスト＞ 石原良純 ＜VTRゲスト＞ 出川哲朗                                                                                                 |
| 49 | 5月9日   | 石原良純SP                                                         | ＜スタジオゲスト＞ 石原良純 ＜VTRゲスト＞ 中居正広                                                                                                 |
| 50 | 5月16日  | 2010年のいとうあさこ                                               | ＜スタジオゲスト＞ いとうあさこ ＜VTRゲスト＞ カンニング竹山、大久保佳代子（オアシズ）                                                             |
| 51 | 5月23日  | 四千頭身 後藤の今                                                  | ＜スタジオゲスト＞ 後藤拓実（四千頭身） ＜VTRゲスト＞ 宮下草薙、都築拓紀（四千頭身）、石橋遼大（四千頭身）                                         |
| 52 | 5月30日  | バカリズムの頭の中を徹底解剖SP                                     | ＜スタジオゲスト＞ バカリズム ＜VTRゲスト＞ ふかわりょう                                                                                           |
| 53 | 6月6日   | バカリズムの頭の中を徹底解剖SP                                     | ＜スタジオゲスト＞ バカリズム ＜VTRゲスト＞ いとうせいこう、陣内智則、木南晴夏                                                                     |
| 54 | 6月13日  | 歌舞伎俳優 尾上松也の人生を深堀り                                  | ＜スタジオゲスト＞ 尾上松也 ＜VTRゲスト＞ 中村獅童                                                                                                 |
| 55 | 6月20日  | 賞レースチャンピオンを含めた話題の3組SP                            | ＜スタジオゲスト＞ マシンガンズ、モダンタイムス、豆鉄砲                                                                                            |
| 56 | 6月27日  | ティモンディ高岸の初先発に密着SP                                   | ＜スタジオゲスト＞ ティモンディ ＜VTRゲスト＞ 川﨑宗則（栃木ゴールデンブレーブス）                                                                 |
| 57 | 7月4日   | 結成29年タカアンドトシが 新ネタにこだわる理由を証言SP              | ＜スタジオゲスト＞ タカアンドトシ ＜VTRゲスト＞ 秋山竜次（ロバート）                                                                               |
| 58 | 7月11日  | 狩野英孝SP                                                         | ＜スタジオゲスト＞ 狩野英孝 ＜VTRゲスト＞ 渡辺正行、加地倫三（ロンドンハーツ 演出・エグゼクティブプロデューサー）                                  |
| 59 | 7月25日  | 遅咲きブレイク！ダイアン 先輩 千鳥の証言で深掘りSP                 | ＜スタジオゲスト＞ ダイアン ＜VTRゲスト＞ 千鳥 |
| 60 | 8月1日   | 30年愛され続けるアニメ クレヨンしんちゃんの魅力を深掘りSP          | ＜スタジオゲスト＞ 小林由美子、岩井勇気（ハライチ） ＜VTRゲスト＞ サンボマスター、吉田有希（クレヨンしんちゃん プロデューサー）                    |
| 61 | 8月15日  | 未公開証言SP                                                       | ＜ゲスト＞ 狩野英孝、ダイアン、千鳥、タカアンドトシ、秋山竜次（ロバート）、バカリズム、加地倫三（ロンドンハーツ 演出）                             |
| 62 | 8月22日  | 気持ちいい先輩風を吹かせたい                                       | ＜ゲスト＞ 山添寛（相席スタート）、男性ブランコ |
| 63 | 8月29日  | 西野亮廣とは一体何者なのか!?                                       | ＜スタジオゲスト＞ 西野亮廣（キングコング） ＜VTRゲスト＞ 石田明（NON STYLE）、佐久間宣行                                                          |
| 64 | 9月5日   | 大活躍までの23年間を深掘り 世界のとにかく明るい安村SP              | ＜スタジオゲスト＞ とにかく明るい安村 ＜VTRゲスト＞ 川島明（麒麟）、徳井健太（平成ノブシコブシ）                                                   |
| 65 | 9月12日  | いま大注目芸人Aマッソ トガりからの脱却物語                         | ＜スタジオゲスト＞ Aマッソ ＜VTRゲスト＞ 爆笑問題、ぺこぱ                                                                                          |
| 66 | 9月19日  | サンド富澤 厳選!期待のコント師SP                                   | ＜スタジオゲスト＞ さんだる、TCクラクション、スパイシーガーリック、えびしゃ                                                                        |
| 67 | 10月3日  | 鬼越トマホークSP                                                   | ＜スタジオゲスト＞ 鬼越トマホーク ＜VTRゲスト＞ ニューヨーク、ひるちゃん（インポッシブル）                                                         |
| 68 | 10月10日 | 東京ダイナマイト 頑張れ！ハチミツ二郎SP                            | ＜スタジオゲスト＞ ハチミツ二郎（東京ダイナマイト） ＜VTRゲスト＞ 松田大輔（東京ダイナマイト）                                                     |
| 69 | 10月17日 | 人気芸人たちも大注目のグループ INIとは一体何者なのか？             | ＜スタジオゲスト＞ INI（後藤威尊、田島将吾、松田迅） ＜VTRゲスト＞ かまいたち、ミキ、かみちぃ（ジェラードン）                                      |
| SP | 10月18日 | 八冠達成おめでとう！藤井聡太SP                                     | ＜スタジオゲスト＞ 高橋茂雄（サバンナ）、森口瑤子 ＜VTRゲスト＞ 木村一基九段、杉本昌隆八段、谷川浩司十七世名人、野口友輔、宮嶋健太四段、渡辺明九段 |
| 70 | 10月24日 | 祝八冠達成！まだまだ藤井聡太SP                                     | ＜スタジオゲスト＞ 高橋茂雄（サバンナ）、森口瑤子 ＜VTRゲスト＞ 木村一基九段、杉本昌隆八段、谷川浩司十七世名人、野口友輔、宮嶋健太四段、渡辺明九段 |
| 71 | 10月31日 | いま大注目コンビ マユリカ 人気の秘密を徹底調査SP                   | ＜スタジオゲスト＞ マユリカ ＜VTRゲスト＞ 見取り図、渋谷凪咲                                                                                       |
| 72 | 11月7日  | ランジャタイプレゼンツ 今面白いので見てほしい 地下芸人SP           | ＜ゲスト＞ ランジャタイ、桐野安生、バベコンブ、ギフト☆矢野、いかすぜジョナサン、冷蔵庫マン                                                         |
| 73 | 11月14日 | 奇妙な生い立ちと結成1年でブレイクした戦略に迫る ぱーてぃーちゃんSP | ＜スタジオゲスト＞ ぱーてぃーちゃん ＜VTRゲスト＞ ぺこぱ、Aマッソ                                                                                  |
| 74 | 11月28日 | あの芸人は今も大活躍SP                                             | ＜スタジオゲスト＞ 徳井健太（平成ノブシコブシ） ＜VTRゲスト＞ ジョイマン、ねづっち、小島よしお                                                     |
| 75 | 12月5日  | コント日本一！サルゴリラSP 幼なじみ2人の40年を深掘り               | ＜スタジオゲスト＞ サルゴリラ ＜VTRゲスト＞ 又吉直樹（ピース）、パンサー                                                                           |
| 76 | 12月12日 | 意外と知らないナイツSP                                             | ＜スタジオゲスト＞ ナイツ ＜VTRゲスト＞ はなわ、エレキコミック                                                                                     |
| 77 | 12月19日 | 芸人の妻 支え続けた愛と涙の物語 今 大活躍 みなみかわと雅代さんSP   | ＜スタジオゲスト＞ みなみかわ ＜VTRゲスト＞ 森田哲矢（さらば青春の光）、みなみかわの妻 雅代さん                                                    |

#### 2024年
| 回  | 放送日時      | 放送内容                                                                          | 出演芸人 |
| --- | ------------- | --------------------------------------------------------------------------------- | --- |
| 78  | 1月9日        | ラランド大活躍の秘密に迫る！ サーヤだけじゃなくニシダにも注目SP！                 | ＜スタジオゲスト＞ ラランド ＜VTRゲスト＞ 佐久間宣行、川谷絵音                                                                                                |
| 79  | 1月16日       | 今年も全力！パンサー尾形 愛される秘密を徹底解剖SP                                 | ＜スタジオゲスト＞ 尾形貴弘（パンサー） ＜VTRゲスト＞ 菅良太郎（パンサー）、向井慧（パンサー）、加地倫三（ロンドンハーツ 演出・エグゼクティブプロデューサー） |
| 80  | 1月23日       | 未公開！若手エピソードトークSP                                                    | ＜ゲスト＞ 尾形貴弘（パンサー）、ぱーてぃーちゃん、マユリカ、ラランド                                                                                         |
| 81  | 1月30日       | あの芸人は今も大活躍SP 第2弾                                                      | ＜スタジオゲスト＞ 徳井健太（平成ノブシコブシ） ＜VTRゲスト＞ ハイキングウォーキング、髭男爵                                                                  |
| 82  | 2月6日        | 3児の子育てとお笑いの両立 新時代のママ芸人 横澤夏子SP                             | ＜スタジオゲスト＞ 横澤夏子 ＜VTRゲスト＞ 近藤春菜（ハリセンボン）、近藤千尋                                                                                  |
| 83  | 2月13日       | 正直、私をどう評価してますか？                                                    | ＜スタジオゲスト＞ 紅しょうが ＜VTRゲスト＞ かまいたち、黒沢かずこ（森三中）、野田クリスタル（マヂカルラブリー）                                              |
| 84  | 2月20日       | 辞めかけた私を止めた恩人                                                          | ＜スタジオゲスト＞ ヤーレンズ ＜VTRゲスト＞ ウエストランド、錦鯉、令和ロマン                                                                                  |
| 85  | 2月27日       | 正直、私をどう評価してますか？                                                    | ＜スタジオゲスト＞ アンガールズ ＜VTRゲスト＞ 堀内健（ネプチューン）、NON STYLE、ハナコ                                                                       |
| 86  | 3月5日        | 藤子・F・不二雄 生誕90周年特別企画 貴重証言で紐解くドラえもんのひみつSP           | ＜スタジオゲスト＞ 高橋茂雄（サバンナ） ＜VTRゲスト＞ 平山隆（元ドラえもん編集者）、別紙壮一（元アニメ「ドラえもん」プロデューサー）                          |
| 87  | 3月12日       | 新企画 パパ芸人のリアルな情報交換会                                               | ＜スタジオゲスト＞ 庄司智春（品川庄司） ＜VTRゲスト＞ チャンカワイ（Wエンジン） ＜アンケートゲスト＞ 石田明（NON STYLE）、古坂大魔王、哲夫（笑い飯）          |
| 88  | 3月19日       | パパ芸人のリアルな情報交換会                                                      | ＜スタジオゲスト＞ 庄司智春（品川庄司） ＜VTRゲスト＞ つるの剛士 ＜アンケートゲスト＞ 哲夫（笑い飯）                                                          |
| 89  | 4月2日        | パパ芸人のリアルな情報交換会                                                      | ＜スタジオゲスト＞ 小杉竜一（ブラックマヨネーズ） ＜VTRゲスト＞ 吉田敬（ブラックマヨネーズ）                                                                  |
| 90  | 4月9日        | 息子が全国3位！？ダンディ坂野 シングルファザー コウメ太夫                         | ＜スタジオゲスト＞ 小杉竜一（ブラックマヨネーズ） ＜VTRゲスト＞ コウメ太夫、ダンディ坂野                                                                      |
| 91  | 4月23日       | サバイバル子育てあばれる君 妻からのリアルな評価は？                               | ＜スタジオゲスト＞ 山田ルイ53世（髭男爵） ＜VTRゲスト＞ あばれる君                                                                                            |
| 92  | 4月30日       | トレエン斎藤 知られざる壮絶過去 人生経験から子どもに伝えたいこと                  | ＜スタジオゲスト＞ 山田ルイ53世（髭男爵） ＜VTRゲスト＞ 斎藤司（トレンディエンジェル）                                                                        |
| 93  | 5月7日        | 移住を決めた芸人たち                                                              | ＜スタジオゲスト＞ 田中卓志（アンガールズ） ＜VTRゲスト＞ えとう窓口（Wエンジン）、ゴリけん                                                                   |
| 94  | 5月14日       | 20秒後に分かる名言                                                                | ＜スタジオゲスト＞ ビビる大木 |
| 95  | 5月21日       | 人生の先輩たちから学ぶ 15秒後に分かる名言                                         | ＜スタジオゲスト＞ 中村仁美 |
| 96  | 5月28日       | 中山秀征を通して語るテレビの芸能史SP                                              | ＜スタジオゲスト＞ 中山秀征 ＜VTRゲスト＞ 石塚英彦（ホンジャマカ）                                                                                            |
| 97  | 6月4日        | 15秒後に分かるハッとする名言                                                      | ＜スタジオゲスト＞ 三村マサカズ（さまぁ〜ず） |
| 98  | 6月11日       | 山崎が本気で選んだ 今改めて見るとやっぱり面白い芸人ネタSP                         | ＜スタジオゲスト＞ レギュラー、クールポコ。、つぶやきシロー、Wエンジン                                                                                        |
| 99  | 6月18日       | 15秒後に分かるハッとする名言                                                      | ＜スタジオゲスト＞ 伊集院光 |
| 100 | 6月25日       | ジャーナリスト山崎 「なぜ芸人は辞めるとラーメン屋さんを始めるのか？」             | ― |
| 101 | 7月2日        | 15秒後に分かるハッとする名言                                                      | ＜スタジオゲスト＞ バカリズム |
| 102 | 7月9日        | 豪華ゲスト 完全未公開SP 今だから話せる話＆本音トーク                              | ＜スタジオゲスト＞ 中山秀征、高橋茂雄（サバンナ）、田中卓志（アンガールズ）                                                                                   |
| 103 | 7月16日       | 意外と知らないプロ野球の審判員の仕事 伊達が考えた質問からスゴさと魅力に迫る       | ― |
| 104 | 7月24日（水） | 貴重映像25連発！ 仮面ライダー制作秘話大公開SP                                     | ＜スタジオゲスト＞ 塚地武雅（ドランクドラゴン） ＜VTRゲスト＞ 白倉伸一郎プロデューサー、湊陽祐プロデューサー                                                  |
| 105 | 7月30日       | 15秒後に分かるハッとする名言 人生に役立つ名言をクイズで紹介                       | ＜スタジオゲスト＞ 劇団ひとり |
| 106 | 8月6日        | 一番心に刺さった 名言ベストセレクション                                           | ＜スタジオゲスト＞ 伊集院光、中村仁美、バカリズム、ビビる大木、三村マサカズ（さまぁ〜ず）                                                                     |
| 106 | 8月20日       | サンド気になるマン！「ゴミ収集」                                                  | ― |
| 107 | 8月27日       | 解散から半年 今兼光タカシがスゴいSP                                               | ＜スタジオゲスト＞ 兼光タカシ R藤本、アイデンティティ |
| 108 | 9月3日        | アンタ気になるマン！「水族館の飼育員」                                            | ― |
| 109 | 9月10日       | アンタ気になるマン！「1000円カット専門店」                                        | ＜VTRゲスト＞ お抹茶（トンツカタン） |
| 111 | 9月18日       | 今賞レースで結果を出し始めている超若手芸人SP                                      | ＜ゲスト＞ えびしゃ、伝書鳩、友田オレ、ナユタ |
| 112 | 9月24日       | サンド気になるマン 街のスゴいアンタ！「お花屋さん」                               | ＜ゲスト＞ すがちゃん最高No.1（ぱーてぃーちゃん） |
| 113 | 10月1日       | モノマネ芸人キンタロー。 自分を貫き続けた物語                                     | ＜ゲスト＞ キンタロー。 ＜VTRゲスト＞ 原口あきまさ、島田珠代、たかしさん（キンタロー。の夫）                                                                  |
| 114 | 10月4日       | サンド気になるマン 街のスゴいアンタ！ 未公開トーク                                | ＜VTRゲスト＞ お抹茶（トンツカタン） |
| 115 | 10月11日      | サンド気になるマン！街のスゴいアンタ 柴田が日本サッカーの裏側に潜入 完全版SP      | ― |
| 116 | 10月18日      | サンド気になるマン！街のスゴいアンタ 伊達が路線バスの裏側に潜入 完全版SP          | ― |
| 117 | 10月25日      | ランジャタイ国崎 応援企画 今 ピンで色々頑張ってるぞSP                             | 国崎和也（ランジャタイ） 野田クリスタル（マヂカルラブリー）、川原克己（天竺鼠）、飯原僚也（ダウ90000）、上原佑太（ダウ90000）                                 |
| 118 | 11月5日       | 15秒後に分かる！ レジェンド芸人の金言                                             | ＜ゲスト＞ 矢作兼（おぎやはぎ） |
| 119 | 11月12日      | サンド気になるマン！街のスゴいアンタ 毎日見るけど意外と知らない！天気予報のお仕事 | ― |
| 120 | 11月19日      | 芸歴30年目の決意に迫る！ 今年R-1初挑戦 ふかわりょうSP                             | ＜ゲスト＞ ふかわりょう ＜VTRゲスト＞ さまぁ〜ず、出川哲朗、堀内健（ネプチューン）、阿川佐和子                                                                |
| 121 | 11月26日      | 15秒後に分かる！レジェンドの金言 名言からカズレーザーの思考を深掘り               | ＜ゲスト＞ カズレーザー（メイプル超合金） |
| 122 | 12月3日       | ドクターX 人気の秘密 徹底解剖SP                                                   | 村上健志（フルーツポンチ） ＜VTR出演＞ 米倉涼子、田中圭、勝村政信、中園ミホ（脚本）、田村直己（監督）                                                         |
| 123 | 12月10日      | 今年上京M-1不参加表明！ 東京で頑張る さや香の本音SP                               | さや香 トミーズ雅、見取り図 |
| 124 | 12月17日      | 2024年心に残った熱いトークベストセレクション                                      | キンタロー。、ヤーレンズ、劇団ひとり、横澤夏子、ふかわりょう 島田珠代、令和ロマン、堀内健（ネプチューン）、出川哲朗                                           |

#### 2025年
| 回  | 放送日時 | 放送内容                                                | 出演芸人 |
| --- | -------- | ------------------------------------------------------- | --- |
| 125 | 1月7日   | サンド気になるマン 街のスゴいアンタ！                   | ― |
| 126 | 1月14日  | サンド気になるマン 街のスゴいアンタ！                   | ― |
| 127 | 1月21日  | 謎多き芸人 ヒコロヒー徹底解剖SP                         | ＜スタジオゲスト＞ ヒコロヒー ＜VTR出演＞ せいや（霜降り明星）、小峠英二（バイきんぐ）、太陽の小町、ジョニーハナガタ（キャメル）                                   |
| 128 | 1月28日  | 謎多き芸人 ヒコロヒー徹底解剖SP                         | ＜スタジオゲスト＞ ヒコロヒー ＜VTR出演＞ せいや（霜降り明星）、小峠英二（バイきんぐ）、西加奈子                                                                   |
| 129 | 2月4日   | 快進撃が止まらない！やす子SP お笑いへの熱い想いを深掘り | やす子 ハリウッドザコシショウ、高田ぽる子 |
| 130 | 2月11日  | M-1準優勝！バッテリィズ 大注目コンビを徹底解剖SP        | バッテリィズ カベポスター、辻皓平（ニッポンの社長）、石田明（NON STYLE）                                                                                           |
| 131 | 2月18日  | 芸人沿線                                                | ― |
| 132 | 2月25日  | 今勢いのある漫才師エバース 快進撃の裏側を徹底解剖SP     | ＜ゲスト＞ エバース ＜VTR出演＞ オズワルド、バッテリィズ |
| 133 | 3月4日   | 今見てほしい！芸人が愛する芸人SP                        | ＜VTR出演＞ 野田クリスタル（マヂカルラブリー）、森田哲矢（さらば青春の光）、秋山寛貴（ハナコ） ＜スタジオゲスト＞ しんや、ぎょねこ、例えば炎、花ブービー、惹女香花 |
| 134 | 3月11日  | 今知っておくべきウワサのネタSP                          | ＜スタジオゲスト＞ JP、ふかわりょう、ラパルフェ |
| 135 | 3月18日  | アンタ・サンドが選んだもう一度見たい回SP                | ― |

### ABEMA限定配信
2022年5月20日 - 6月2日の間に行われた、ABEMAとテレビ朝日の特別企画「テレ朝×ABEMAつなぐ2WEEKS!」内の特別企画として、特別企画版を放映。
| 配信日        | 放送内容                           | 出演芸人 |
| ------------- | ---------------------------------- | --- |
| 2022年5月31日 | さらば青春の光のタメにならない伝記 | ＜スタジオゲスト＞ さらば青春の光 ＜VTRゲスト＞ 見取り図、屋敷裕政（ニューヨーク）、岩崎う大（かもめんたる）、みなみかわ |

## ネット局

### お笑い実力刃
| 放送対象地域   | 放送局                   | 系列           | 放送日時                     | 遅れ          |
| -------------- | ------------------------ | -------------- | ---------------------------- | ------------- |
| 関東広域圏     | テレビ朝日（EX）         | テレビ朝日系列 | 水曜 23:15 - 翌0:15          | 制作局        |
| 北海道         | 北海道テレビ（HTB）      | テレビ朝日系列 | 水曜 23:15 - 翌0:15          | 同時ネット    |
| 青森県         | 青森朝日放送（ABA）      | テレビ朝日系列 | 水曜 23:15 - 翌0:15          | 同時ネット    |
| 岩手県         | 岩手朝日テレビ（IAT）    | テレビ朝日系列 | 水曜 23:15 - 翌0:15          | 同時ネット    |
| 宮城県         | 東日本放送（khb）        | テレビ朝日系列 | 水曜 23:15 - 翌0:15          | 同時ネット    |
| 秋田県         | 秋田朝日放送（AAB）      | テレビ朝日系列 | 水曜 23:15 - 翌0:15          | 同時ネット    |
| 山形県         | 山形テレビ（YTS）        | テレビ朝日系列 | 水曜 23:15 - 翌0:15          | 同時ネット    |
| 福島県         | 福島放送（KFB）          | テレビ朝日系列 | 水曜 23:15 - 翌0:15          | 同時ネット    |
| 新潟県         | 新潟テレビ21（UX）       | テレビ朝日系列 | 水曜 23:15 - 翌0:15          | 同時ネット    |
| 長野県         | 長野朝日放送（abn）      | テレビ朝日系列 | 水曜 23:15 - 翌0:15          | 同時ネット    |
| 静岡県         | 静岡朝日テレビ（SATV）   | テレビ朝日系列 | 水曜 23:15 - 翌0:15          | 同時ネット    |
| 石川県         | 北陸朝日放送（HAB）      | テレビ朝日系列 | 水曜 23:15 - 翌0:15          | 同時ネット    |
| 中京広域圏     | メ〜テレ（NBN）          | テレビ朝日系列 | 水曜 23:15 - 翌0:15          | 同時ネット    |
| 広島県         | 広島ホームテレビ（HOME） | テレビ朝日系列 | 水曜 23:15 - 翌0:15          | 同時ネット    |
| 山口県         | 山口朝日放送（yab）      | テレビ朝日系列 | 水曜 23:15 - 翌0:15          | 同時ネット    |
| 岡山県・香川県 | 瀬戸内海放送（KSB）      | テレビ朝日系列 | 水曜 23:15 - 翌0:15          | 同時ネット    |
| 愛媛県         | 愛媛朝日テレビ（eat）    | テレビ朝日系列 | 水曜 23:15 - 翌0:15          | 同時ネット    |
| 福岡県         | 九州朝日放送（KBC）      | テレビ朝日系列 | 水曜 23:15 - 翌0:15          | 同時ネット    |
| 長崎県         | 長崎文化放送（ncc）      | テレビ朝日系列 | 水曜 23:15 - 翌0:15          | 同時ネット    |
| 熊本県         | 熊本朝日放送（KAB）      | テレビ朝日系列 | 水曜 23:15 - 翌0:15          | 同時ネット    |
| 大分県         | 大分朝日放送（OAB）      | テレビ朝日系列 | 水曜 23:15 - 翌0:15          | 同時ネット    |
| 鹿児島県       | 鹿児島放送（KKB）        | テレビ朝日系列 | 水曜 23:15 - 翌0:15          | 同時ネット    |
| 沖縄県         | 琉球朝日放送（QAB）      | テレビ朝日系列 | 水曜 23:15 - 翌0:15          | 同時ネット    |
| 近畿広域圏     | 朝日放送テレビ（ABC TV） | テレビ朝日系列 | 木曜 0:30 - 1:32（水曜深夜） | 1時間15分遅れ |

### 証言者バラエティ アンタウォッチマン!
| 放送対象地域   | 放送局                   | 系列                                         | 放送日時                     | 遅れ          |
| -------------- | ------------------------ | -------------------------------------------- | ---------------------------- | ------------- |
| 関東広域圏     | テレビ朝日（EX）         | テレビ朝日系列                               | 月曜 23:45 - 翌0:15          | 制作局        |
| 北海道         | 北海道テレビ（HTB）      | テレビ朝日系列                               | 月曜 23:45 - 翌0:15          | 同時ネット    |
| 青森県         | 青森朝日放送（ABA）      | テレビ朝日系列                               | 月曜 23:45 - 翌0:15          | 同時ネット    |
| 岩手県         | 岩手朝日テレビ（IAT）    | テレビ朝日系列                               | 月曜 23:45 - 翌0:15          | 同時ネット    |
| 宮城県         | 東日本放送（khb）        | テレビ朝日系列                               | 月曜 23:45 - 翌0:15          | 同時ネット    |
| 秋田県         | 秋田朝日放送（AAB）      | テレビ朝日系列                               | 月曜 23:45 - 翌0:15          | 同時ネット    |
| 山形県         | 山形テレビ（YTS）        | テレビ朝日系列                               | 月曜 23:45 - 翌0:15          | 同時ネット    |
| 福島県         | 福島放送（KFB）          | テレビ朝日系列                               | 月曜 23:45 - 翌0:15          | 同時ネット    |
| 長野県         | 長野朝日放送（abn）      | テレビ朝日系列                               | 月曜 23:45 - 翌0:15          | 同時ネット    |
| 新潟県         | 新潟テレビ21（UX）       | テレビ朝日系列                               | 月曜 23:45 - 翌0:15          | 同時ネット    |
| 静岡県         | 静岡朝日テレビ（SATV）   | テレビ朝日系列                               | 月曜 23:45 - 翌0:15          | 同時ネット    |
| 石川県         | 北陸朝日放送（HAB）      | テレビ朝日系列                               | 月曜 23:45 - 翌0:15          | 同時ネット    |
| 中京広域圏     | メ～テレ（NBN）          | テレビ朝日系列                               | 月曜 23:45 - 翌0:15          | 同時ネット    |
| 広島県         | 広島ホームテレビ（HOME） | テレビ朝日系列                               | 月曜 23:45 - 翌0:15          | 同時ネット    |
| 山口県         | 山口朝日放送（yab）      | テレビ朝日系列                               | 月曜 23:45 - 翌0:15          | 同時ネット    |
| 香川県・岡山県 | 瀬戸内海放送（KSB）      | テレビ朝日系列                               | 月曜 23:45 - 翌0:15          | 同時ネット    |
| 愛媛県         | 愛媛朝日テレビ（eat）    | テレビ朝日系列                               | 月曜 23:45 - 翌0:15          | 同時ネット    |
| 福岡県         | 九州朝日放送（KBC）      | テレビ朝日系列                               | 月曜 23:45 - 翌0:15          | 同時ネット    |
| 長崎県         | 長崎文化放送（ncc）      | テレビ朝日系列                               | 月曜 23:45 - 翌0:15          | 同時ネット    |
| 熊本県         | 熊本朝日放送（KAB）      | テレビ朝日系列                               | 月曜 23:45 - 翌0:15          | 同時ネット    |
| 大分県         | 大分朝日放送（OAB）      | テレビ朝日系列                               | 月曜 23:45 - 翌0:15          | 同時ネット    |
| 鹿児島県       | 鹿児島放送（KKB）        | テレビ朝日系列                               | 月曜 23:45 - 翌0:15          | 同時ネット    |
| 沖縄県         | 琉球朝日放送（QAB）      | テレビ朝日系列                               | 月曜 23:45 - 翌0:15          | 同時ネット    |
| 近畿広域圏     | 朝日放送テレビ（ABC TV） | テレビ朝日系列                               | 火曜 1:02 - 1:32（月曜深夜） | 1時間17分遅れ |
| 宮崎県         | テレビ宮崎（UMK）        | フジテレビ系列 日本テレビ系列 テレビ朝日系列 | 水曜 10:25 - 10:55           | 遅れネット    |
| 富山県         | 富山テレビ（BBT）        | フジテレビ系列                               | 木曜 0:30 - 1:00（水曜深夜） | 遅れネット    |

## スタッフ
- ナレーター：日野聡[14][15]【毎週】、佐藤聡美【週替り】
- 構成：樋口卓治、小杉四駆郎、デーブ八坂、藤澤朋幸、三谷尚樹
- 統括：樋口圭介（テレビ朝日、以前はゼネラルプロデューサー）
- TM：高田格（テレビ朝日）
- TD/SW：平間隆啓
- CAM：石井豪、千ヶ崎裕介、田代浩、藤井雄基、藤原朋巳、掛橋翔太、福元昭彦、服部健司、保坂健一、山口秀太、北川雄介、中村郁夫、前田芽生、北川佳祐【週替り】
- 照明：森口花菜、武内正信、竹内未来【週替り】
- VE：齋藤弘幸、田辺帆風【週替り】
- 音声：大日方万梨亜、坪上雄一郎【週替り】
- 美術：小山晃弘（テレビ朝日）
- デザイン：加藤由紀子
- 美術進行：寺岡悠介、大塚理紗（テレビ朝日クリエイト）
- 大道具：小林雄紀
- 小道具：中嶋誠宗
- モニター：谷口理沙
- CG：修田佳祐、iNACreativestudio
- 衣装：藤原優花
- メイク：川口カツラ店
- EED：岩崎優貴（TSP-WARP→zoro）
- MA：村上敏之、荒巻茉尋【週替り】
- TK：草野麻理
- 音効：矢部公英、千谷智洋
- 編成：米川宝・辻慈生（テレビ朝日）
- コンテンツビジネス：櫻井健介（テレビ朝日）
- 宣伝：荒木雄大（テレビ朝日）
- 制作協力：THE WORKS
- 制作スタッフ：田中友浩、森竜之介、三島杏、山下由美子
- 演出：寒川拓郎（テレビ朝日、途中から、以前はチーフディレクター）
- チーフディレクター：井上大生
- ディレクター：大塚太智、青山敏雄、山下恵、楠田康平、丹野祐貴、茂木芳未（茂木→以前は制作スタッフ）
- AP：鈴木園子、久野木麻子
- プロデューサー：北村麻美（テレビ朝日）、原田廣一・土屋友輝（THE WORKS）
- ゼネラルプロデューサー：久保信広（テレビ朝日、以前は演出→PD）
- 制作：テレビ朝日ビジネスソリューション本部 コンテンツ編成局第2制作部
- 制作著作：テレビ朝日

### 過去のスタッフ
- ナレーター：桐谷蝶々[16]、久保田直子（テレビ朝日アナウンサー）、滝谷将太、福原かつみ[17]（桐谷・久保田→途中から）
- 企画：奥川晃弘（テレビ朝日）
- 構成：鈴木おさむ、今井太郎
- SPECIAL THANKS：オークラ
- CAM：村越一輝
- PA：宇都宮晋也
- 美術進行：吉居真夏（テレビ朝日クリエイト）、加藤靖也（テレビ朝日クリエイト）、朝倉夕貴（テレビ朝日クリエイト）
- 大道具：平石洋太郎、永田好古
- 小道具：石川将太
- 衣装：杉崎康夫、藤原ひとみ
- EED：髙橋龍太（TSP-WARP）
- 編成：新谷拓也（テレビ朝日）、大松宏樹（テレビ朝日）、柳井寛史（テレビ朝日）、小宮立千（テレビ朝日）、北田暢子（テレビ朝日）
- コンテンツビジネス：里見諒（テレビ朝日）
- 宣伝：森千明（テレビ朝日）、松本基弘（テレビ朝日→現︰PROTX）、西山隆一（テレビ朝日）
- 制作協力：全力カンパニー、クラフト
- 制作進行：髙野裕基
- 制作スタッフ：大浦瑠偉、清水貴明、田崎陸、大谷茉由、中井星葉、川瀬円花、深津咲哉花、伴田彩香、小林愛結美
- 演出：秋山真彦（テレビ朝日、以前はチーフディレクター）
- チーフディレクター：前川コーファン（ディレクターの回あり）
- ディレクター：高田直、江連頼久、矢野和久、宮田綾子、鈴木靖広、ふくち剛、藤尾圭(佳)祐、阿部和孝、石永遊、秋山務、長瀬雅和、泉貴晶
- AP：手塚達也（以前は制作スタッフ→制作進行）
- プロデューサー：碓井里江子（全力カンパニー）、岡野明子（クラフト）、黒柳法子（クラフト）